# Foulridge-Tunnel
Der Foulridge-Tunnel ist ein 1500 Meter langer Schiffstunnel bei der Ortschaft Foulridge im Borough Pendle der nordwestenglischen Grafschaft Lancashire. Er ist der Scheiteltunnel des Leeds and Liverpool Canals, der auf seinem Weg von Leeds nach Liverpool die Penninen durchquert.
Der Leeds and Liverpool Canal wurde ab 1770 gebaut, um den Osten und Westen Englands zu verbinden. Es war der erste Schifffahrtskanal, der das Mittelgebirge der Penninen durchquerte. Finanzielle und technische Schwierigkeiten führten dazu, dass der Kanal erst 1816 vollständig fertiggestellt war.
Die ursprünglichen Pläne sahen vor, die Penninen ohne Scheiteltunnel zu überqueren. Um 1790 wurde entschieden, die Scheitelhaltung gut 9 Meter tiefer zu legen, um die Wasserversorgung des Kanals zu verbessern, wodurch der Bau des Foulridge-Tunnels notwendig wurde. Dabei sollte die Lage des Tunnels im Grundwasser zur Wasserversorgung des Kanals beitragen. In der Umgebung des Tunnels liegen mit dem Upper Foulridge Reservoir, dem Lower Foulridge Reservoir, dem Slipper Hill Reservoir und dem White Moor Reservoir vier Stauseen, die ebenfalls der Wasserversorgung des Kanals dienen.
Der Bau des Tunnels unter der Leitung des Ingenieurs und Vermessers Robert Whitworth (1734–1799) dauerte ungefähr fünf Jahre und war von zahlreichen Verzögerungen und Unfällen überschattet. Problematisch war vor allem die mangelnde Standfestigkeit des anstehenden Gebirges, so dass große Teile des Tunnels in offener Bauweise erstellt wurden. Auch nach der Inbetriebnahme 1796 hielten die Probleme an. Es kam zu Setzungen und Abbrüchen der Tunneldecke, weshalb zeitweise die Schlitzung des Tunnels und sein Ersatz durch einen Einschnitt erwogen wurde.
Bezogen auf den Wasserspiegel ist der Tunnel 5,2 Meter breit und 2,4 Meter hoch. Er hat keinen Treidelpfad, so dass die Boote anfänglich durch sogenanntes Legging bewegt wurden. Dabei legen sich Menschen auf das Boot und stoßen sich mit den Beinen an der Tunnelwand oder der Tunneldecke ab. Ab 1880 zog ein Dampfschlepper die Boote durch den Tunnel. 1882 endete das Legging, nachdem ein Legger erstickt war.
Am 24. September 1912 stürzte die Kuh Buttercup von der Blue Slate Farm unweit des Südportals in den Kanal. Anstatt sich sofort ans Ufer zu retten, durchschwamm Buttercup den gesamten Tunnel. Nach unterschiedlichen Darstellungen wurde die Kuh am Nordportal entweder von einem Polizisten und mehreren Schiffern oder von Besuchern des Pubs Hole in the Wall gerettet. Buttercup war außerordentlich geschwächt, konnte aber auf ihren Bauernhof zurückkehren, nachdem sie gefüttert worden war. Angeblich soll der Kuh auch Weinbrand eingeflößt worden sein. Bilder im Hole in the Wall erinnern an den Vorfall, der noch in australischen Zeitungsberichten Beachtung fand. Geübten Schwimmern aus Foulridge gelang es nicht, den Tunnel zu durchqueren, da das Wasser extrem kalt war. Der Fachautor John Gagg konstatierte 1976, es sei unmöglich über den Foulridge-Tunnel zu schreiben, ohne die Kuh zu erwähnen.
Der Gütertransport auf dem Leeds and Liverpool Canal konnte sich länger halten als auf anderen britischen Kanälen. Gründe waren die Kohlezechen am Kanal sowie die durch vergleichsweise breite Schleusen mögliche größere Transportkapazität der Boote. Ab Mitte des 20. Jahrhunderts setzten sich Vereine für den Erhalt des Kanals ein. In der Gegenwart dient der Kanal ausschließlich dem Tourismus und dem Freizeitverkehr. Die Nutzung des einspurigen Foulridge-Tunnels wird durch Ampeln geregelt, die den Verkehr für zehn Minuten pro Stunde freigeben. Beide Tunnelportale stehen unter Denkmalschutz und sind als Grade II (Bauwerke von nationaler Bedeutung und speziellem Interesse) klassifiziert.